# Juncus capillaris
Juncus capillaris är en tågväxtart som beskrevs av Frederick Joseph Hermann. Juncus capillaris ingår i släktet tåg, och familjen tågväxter. Inga underarter finns listade i Catalogue of Life.